# Gianluigi Scalvini
Gianluigi Scalvini, född 14 april 1971 i Brescia, är en italiensk roadracingförare. Han var aktiv i världsmästerskapen i Grand Prix-racing mellan 1993 och 2002. Han körde i 125GP-klassen alla år utom 1996 då han deltog i 250GP. "Gigi" Scalvinis bästa år resutlatmässigt var Roadracing-VM 1999. Han körde Aprilia för Inoxmacel Fontana Racing och tog då sina två Grand Prix-segrar, i Valencias respektive Sydafrikas GP och blev sexa i VM. Efter att ha lämnat Grand Prix-tävlingarna 2002 deltog Scalvini i Supersport-VM 2003. Det blev ingen framgång med Supersport utan han slutade efter att brutit de två första deltävlingarna.